# Généralité de Poitiers
1542–1790
(483 ans)
Entités précédentes :
- Création

Entités suivantes :
- Vienne
- Deux-Sèvres
- Vendée

La généralité de Poitiers est une circonscription administrative de France créée en 1542. Poitiers fut siège d'une des dix-sept recettes générales créées par Henri II et confiées à des trésoriers généraux (Édit donné à Blois en janvier 1551).
Elle se composait de neuf élections ; vingt-deux subdélégations (intendance).

## La généralité d'après le Règlement général du 24 janvier 1789 (États généraux)
Noms des deux bailliages principaux, suivis du nombre de députés à élire et du nom des bailliages secondaires :
- Sénéchaussée de Châtellerault, 4 députés ;
- Sénéchaussée de Poitiers, 28 députés, (Civray, Fontenay-le-Comte, Lusignan, Montmorillon, Niort, Saint-Maixent, Vouvant).

## Liste des circonscriptions administratives
La généralité étant une des circonscriptions administratives majeures, la connaissance historique du territoire concerné passe par l'inventaire des circonscriptions inférieures de toute nature. Cet inventaire est la base d'une exploration des archives réparties entre les différentes archives départementales des départements compris dans la généralité.
Cette liste ne comporte pas les bailliages ci-dessus, leurs appellations exactes restant à confirmer.
- Élection de Châtellerault : Subdélégation de Châtellerault
- Élection de Châtillon, Châtillon-sur-Sèvre : Subdélégation de Châtillon ; Subdélégation de Chauvigny ; Subdélégation de Chef-Boutonne ; Subdélégation de Civray
- Élection de Confolens : Subdélégation de Confolens
- Élection de Fontenay, Fontenay-le-Comte : Subdélégation de Fontenay ; Subdélégation de La Châtaigneraie
- Élection de Les Sables, Les Sables-d'Olonne : Subdélégation de Les Sables ; Subdélégation de L'Ile-Bouin ; Subdélégation de Luçon ; Subdélégation de Melle ; Subdélégation de Montaigu ; Subdélégation de Montmorillon
- Élection de Niort : Subdélégation de Niort ; Subdélégation de Noirmoutier ; Subdélégation de Palluau ; Subdélégation de Parthenay
- Élection de Poitiers : Subdélégation de Poitiers ; Subdélégation de Rochechouart
- Élection de Saint-Maixent : Subdélégation de Saint-Maixent
- Élection de Thouars : Subdélégation de Thouars